# 卡爾津
卡爾津是伊朗的城市，位於該國南部札格羅斯山脈東南部，由法爾斯省負責管轄，距離首府設拉子約135公里，海拔高度693米，2006年人口7,953。